# Réception (droit français)
Pour les articles homonymes, voir Réception.
En droit français, la réception est l'acte juridique contradictoire par lequel la personne juridique qui a commandé la réalisation d'un ouvrage (« maître d'ouvrage ») et celui qui l'a réalisé (« maître d'œuvre » ou « entreprise générale ») constatent que les travaux ont été réalisés. 

## Régime juridique
Issu de la loi du 4 janvier 1978 (« loi Spinetta »), son régime juridique est fixé par l'article 1792-6 du code civil.
La réception est dite « sans réserves » si le maître d'ouvrage ne constate aucune défectuosité visible à l'œil nu.
Elle est dite « avec réserves » si le maître d'ouvrage constate une défectuosité, ou des défectuosités, visible(s) à l'œil nu.
C'est à partir de la réception sans réserves que débute le délai de la garantie décennale.